# It Don't Matter
It Don't Matter è un singolo del disc jockey brasiliano Alok, del duo musicale statunitense Sofi Tukker e della cantante rumena Inna, pubblicato il 7 maggio 2021.

## Descrizione
Il brano è stato scritto da Nick Audino, Charlotte Bühler, Sophie Hawley, Lewis Hughes, OHYES e Alok, mentre la produzione è stata curata da Alok insieme a Hughes, OHYES e Sofi Tukker. It Don't Matter è stata descritta dai critici musicali come una canzone deep house e parla di un amore a distanza. Inizialmente pubblicato solo su Spotify, il singolo è stato successivamente reso disponibile per il download digitale.

## Video musicale
Del brano è stato caricato un lyric video sul canale YouTube di Alok in concomitanza con la pubblicazione del singolo. Il video riprende anche gli artisti performare durante i concerti.

## Tracce
Download digitale
1. It Don't Matter – 2:53
2. It Don't Matter (Ekanta Jake remix) – 2:26
3. It Don't Matter (Extended Mix) – 3:52

## Successo commerciale
Negli Stati Uniti il brano ha raggiunto la posizione 27 della classifica Hot Dance/Electronic Songs stilata da Billboard e ha riscontrato buoni consensi in Est Europa, dove ha segnato la top-five in Polonia, Russia e Ungheria.

## Classifiche

### Classifiche settimanali
| Classifica (2021-23)            | Posizione massima |
| ------------------------------- | ----------------- |
| Bielorussia                     | 79                |
| Kazakistan                      | 36                |
| Moldavia                        | 59                |
| Polonia                         | 3                 |
| Russia                          | 5                 |
| Stati Uniti (dance/elettronica) | 27                |
| Ucraina                         | 14                |
| Ungheria                        | 5                 |

### Classifiche annuali
| Classifica (2021) | Posizione |
| ----------------- | --------- |
| Russia            | 14        |
| Polonia           | 24        |
| Classifica (2022) | Posizione |
| Russia            | 31        |
| Ucraina           | 28        |
| Classifica (2023) | Posizione |
| Bielorussia       | 119       |
| Ucraina           | 88        |
| Classifica (2024) | Posizione |
| Bielorussia       | 152       |